# Dypsis crinita
Dypsis crinita é uma espécie de angiospermas da família Arecaceae.
Pode ser encontrada apenas em Madagáscar.
Está ameaçada por perda de habitat.